# Уртакурган (Кашкадар'їнська область)
Уртакурган (узб. O’rtaqo’rg’on, Ўртақўрғон) — міське селище в Узбекистані, в Шахрисабзькому районі Кашкадар'їнської області.
Статус міського селища з 2009 року.